# Катерина Измайлова (фильм-опера, 1966)
«Катерина Измайлова» — экранизация одноимённой оперы Д. Д. Шостаковича на сюжет повести Н. Лескова «Леди Макбет Мценского уезда».

## Сюжет
Катерина Львовна Измайлова, жена богатого купца, вместе со своим любовником задумали и осуществили убийство её мужа и свёкра. Преступление было раскрыто. На этапе Сергей нашёл себе новую возлюбленную. Не в силах перенести измену, Катерина погубила соперницу ценой собственной жизни.

## В ролях
- Галина Вишневская — Катерина Измайлова
- Артём Иноземцев — Сергей (вокал Василий Третьяк)
- Николай Боярский — Зиновий Борисович (вокал Вячеслав Радзиевский)
- Александр Соколов — Борис Тимофеевич (вокал — Александр Ведерников)
- Татьяна Гаврилова — Сонетка (вокал В. Река)
- Роман Ткачук — задрипанный мужичок (вокал Савелий Стрежнёв)
- Вера Титова — Аксинья, кухарка (вокал В. Любимова)
- Любовь Малиновская — старая каторжанка (вокал А. Жила)
- Игорь Боголюбов — городовой (вокал В. Герасимчук)
- Константин Адашевский — поп (вокал Г. Красуля)
- Константин Тягунов — эпизод (вокал М. Решетин)

## Съёмочная группа
- Автор сценария: Дмитрий Шостакович
- Режиссёр: Михаил Шапиро
- Операторы: Ростислав Давыдов, Владимир Пономарёв
- Композитор: Дмитрий Шостакович
- Художник: Евгений Еней
- Дирижёр: Константин Симеонов

## Награды
- 1967 — почётный диплом на XXI международном кинофестивале в Эдинбурге, Шотландия.